# Айдазаде, Камиль Раджаб оглы
Айдазаде, Камиль Раджаб оглы — доктор физико-математических наук, профессор, член-корреспондент Национальной Академии наук Азербайджана.

## Биография
Камиль Айдазаде родился 23 декабря 1950 года в Гусарском районе Азербайджана. Окончил Бакинский государственный университет.

## Деятельность
- В 1978 г. защитил диссертацию на соискание ученой степени доктора философии по математике.[2]
- В 1989 г. – диссертацию на соискание ученой степени доктора наук. Тема диссертации — Применение вычислительной техники математического моделирования и математических методов в научных исследованиях. Название диссертации. Разработка конструктивных методов решения задач оптимизации сетевой структуры и их применение.
- В 1992 г. — получил ученое звание профессора
- В 2014 г. — избран членом-корреспондентом Академии Наук Азербайджана[3]

### Педагогическая деятельность
- В 1975-2018 гг. преподавал на факультете «Прикладная математика и кибернетика» в БГУ.
- В 1999-2015 — на кафедре «Прикладной математики» в Азербайджанской государственной нефтяной академии.[3].
- В 2011 г. — удостоен звания Заслуженного учителя Азербайджана.[4][5]
- В настоящее время заведующий лабораторией «Численные методы принятия решений в детерминированных системах» Института систем управления НАН Азербайджана и заведующий кафедрой прикладной математики.

## Основные научные достижения
- В  1976-1980 гг. разработал декомпозиционный подход к исследованию, моделированию, оптимизации сложных технических и технологических объектов, использованный для решения реальных проблем в различных областях науки и техники, доведен им до интеллектуальных пакетов программ, диалоговых систем.
- Разработал теорию, методы исследования и решения нелинейных задач оптимизации сетевой структуры, характеризующиеся большой размерностью.
- Им решен ряд важных практических задач, имеющих сетевую структуру, математические модели которых используют теорию графов; в их числе режимные, расчетные, оптимизационные задачи на нефтегазотранспортных сетях сложной закольцованной структуры, задачи управления объектами с сосредоточенными и распределенными параметрами.
- В 1978-1988 гг. было НПО «Энергия» (КБ имени С.П. Королева), для которого с его участием разрабатывались методы, алгоритмы и программное обеспечение для ведения расчетов, оптимизации для различных технических проблем.
- В 1988 году в конкурсе, объявленном Мингазпром СССР, в котором приняли участие ведущие научные центры России и Украины, система управления Ямбургским промыслом, разработанная под руководством Айда-заде К.Р., заняла 1-е место и была принята в промышленную эксплуатацию.
- С 1983 г многие научные результаты, полученные Айда-заде в качестве важнейших, включались в годовые отчеты отделения физико-математических и технических наук НАН Азербайджана.
- Он участвовал в организации Закавказской Ассоциации в рамках Всесоюзной Ассоциации пользователей ЕС ЭВМ, в 1976-1983 годах являлся заместителем Президента Закавказской Ассоциации.

## Премии и награды
- В 1985 и 1988 гг. — награжден Почетными грамотами  Министерства Приборостроения СССР.
- В 2001 г – награжден Почетной грамотой Национальной Академии Наук Азербайджана.
- В 2011 г указом Президента Азербайджана ему присвоено звание «Заслуженный учитель Республики».
- В 2020 г был награжден Почетным Указом НАН Азербайджана.

## Членство в научных организациях
- Является экспертом международных научных программ Европейского Союза.
- С 1993 по 2001 г. являлся членом Экспертного совета по информатике Республики Казахстан.
- В 2001-2008 гг. - член Диссертационного совета Института кибернетики Национальной академии наук.
- Является одним из заместителей главного редактора издаваемого в Турции Международного журнала  «International Journal of Computational Intelligence", членом редакционной коллегии журнала "Ege university journal of the faculty of science”, член ред. коллегии журналов Известия НАН Азербайджана и Известия Высших технических учебных заведений.